# Japón en los Juegos Olímpicos de Múnich 1972
Japón estuvo representado en los Juegos Olímpicos de Múnich 1972 por un total de 184 deportistas que compitieron en 21 deportes.  
El portador de la bandera en la ceremonia de apertura fue el yudoca Masatoshi Shinomaki.

## Medallistas
El equipo olímpico japonés obtuvo las siguientes medallas:
| Nombre                                                                                        | Deporte            | Competición                  |
| --------------------------------------------------------------------------------------------- | ------------------ | ---------------------------- |
| Oro                                                                                           |                    |                              |
| Sawao Kato                                                                                    | Gimnasia artística | Concurso completo ind. M     |
| Akinori Nakayama                                                                              | Gimnasia artística | Anillas M                    |
| Sawao Kato                                                                                    | Gimnasia artística | Paralelas M                  |
| Mitsuo Tsukahara                                                                              | Gimnasia artística | Barra fija M                 |
| Sawao Kato Akinori Nakayama Eizo Kenmotsu Mitsuo Tsukahara Shigeru Kasamatsu Teruichi Okamura | Gimnasia artística | Concurso completo por eqs. M |
| Takao Kawaguchi                                                                               | Judo               | –63 kg M                     |
| Toyokazu Nomura                                                                               | Judo               | –70 kg M                     |
| Shinobu Sekine                                                                                | Judo               | –80 kg M                     |
| Kiyomi Kato                                                                                   | Lucha libre        | 52 kg M                      |
| Hideaki Yanagida                                                                              | Lucha libre        | 57 kg M                      |
| Mayumi Aoki                                                                                   | Natación           | 100 m mariposa M             |
| Nobutaka Taguchi                                                                              | Natación           | 100 m braza M                |
| Equipo                                                                                        | Voleibol           | Torneo M                     |
| Plata                                                                                         |                    |                              |
| Eizo Kenmotsu                                                                                 | Gimnasia artística | Concurso completo ind. M     |
| Akinori Nakayama                                                                              | Gimnasia artística | Suelo M                      |
| Sawao Kato                                                                                    | Gimnasia artística | Caballo con arcos M          |
| Shigeru Kasamatsu                                                                             | Gimnasia artística | Paralelas M                  |
| Sawao Kato                                                                                    | Gimnasia artística | Barra fija M                 |
| Koichiro Hirayama                                                                             | Lucha grecorromana | 52 kg M                      |
| Kikuo Wada                                                                                    | Lucha libre        | 68 kg M                      |
| Equipo                                                                                        | Voleibol           | Torneo F                     |
| Bronce                                                                                        |                    |                              |
| Akinori Nakayama                                                                              | Gimnasia artística | Concurso completo ind. M     |
| Shigeru Kasamatsu                                                                             | Gimnasia artística | Suelo M                      |
| Eizo Kenmotsu                                                                                 | Gimnasia artística | Caballo con arcos M          |
| Mitsuo Tsukahara                                                                              | Gimnasia artística | Anillas M                    |
| Eizo Kenmotsu                                                                                 | Gimnasia artística | Paralelas M                  |
| Shigeru Kasamatsu                                                                             | Gimnasia artística | Barra fija M                 |
| Motoki Nishimura                                                                              | Judo               | +93 kg M                     |
| Nobutaka Taguchi                                                                              | Natación           | 200 m braza M                |